# برنارد منسا
برنارد منسا (انگلیسی: Bernard Mensah؛ زادهٔ ۲۹ دسامبر ۱۹۹۴) بازیکن فوتبال اهل بریتانیا است.
از باشگاه‌هایی که در آن بازی کرده‌است می‌توان به باشگاه فوتبال بارنت، باشگاه فوتبال واتفورد، و باشگاه فوتبال براینتری تاون اشاره کرد.